# Олімпік (футбольний клуб, Беджа)
Олімпік де Беджа або просто «Олімпік» (араб. الأولمبي الباجي) — професіональний туніський футбольний клуб з Беджа, заснований в 1929 році.

## Історія

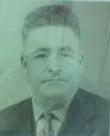
Махмуд Мнакбі

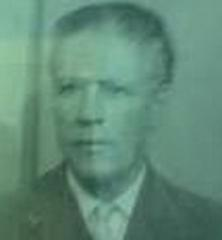
Мохамед Кауал

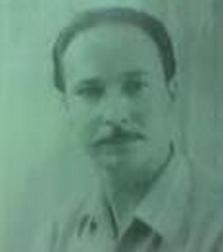
Отман Шауши

У період Французької колоніальної адміністрації всі спортивні заходи в місті Беджа організовувала місцева громада. Таким чином, в міті було створено дві команди, одна французами, а інша — італійцями, тому в місцевого населення виникла ідея про створення клубу для мусульман. На 1920 рік були створені всі передумови для появи мусульманського клубу, але ініціативна група зіткнулася з бюрократичною проблемою. Справа в тому, що в той час будь-який мусульманський клуб мав отримати дозвіл від колоніальної влади, й спочатку цього дозволу отримати не вдалося. Такий стан справ залишався до 1929 року, коли Махмуд Мнакбі з його однодумцями вдалося зареєструвати клуб під назвою «Олімпік де Беджа», а клубними кольорами стали білий, чорний та червоний.
Вперше до національного чемпіонату команда потрапила в сезоні 1984/85 років й протягом наступних 21 сезонів виступала в ньому. По завершенні сезону 2004/05 років команда покинула вищий дивізіон після того як Федерація футболу Тунісу зняла з клубу три очки за матч проти «Олімпіка» (Крам). За підсумками сезону 2006/07 років «Олімпік» повернувся до вищого дивізіону національного чемпіонату. У 1993 році клуб вперше став переможцем кубку Тунісу, перемігши в фінальному матчі «Ла-Марсу», в складі «Олімпіка» в тому матчі грали Гайкель Гуезмір (воротар), Карім Ріхані, Бешир Омрі, Халед Джемаї, Набіл Бешауеш, Азіз Дріді, Саїд Кукі, Махер Сдірі, Набіл Кукі, Геді Мокрані та Зієд Люзбаши. У 1995 році «Олімпік» знову вийшов до фіналу кубку Тунісу, але цього разу поступився «Сфаксьєну» (1:2), проте взяв реванш у цього ж суперника, але вже в суперкубку Тунісу.
У 1999 році команда вперше взяла участь в Арабській лізі чемпіонів в Єгипті, в тому пам'ятному для вболівальників з Беджі матчі «Олімпік» розписав нічию 1:1 з каїрським «Аль-Аглі». А в 2010 році «Олімпік» реваншувався за поразку в фіналі кубку Тунісу 1995 року, перемігши завдяки голу Мехді Гарба «Сфаксьєн».
У 2005 році, після 20 сезонів у вищому дивізіоні чемпіонату Тунісу, клуб вперше вилетів до Ліги II. Проте вже наступного сезону знову повернувся до вищогу дивзіону. В 2014 році «Олімпік» знову покинув Лігу 1, але вже за підсумком сезону 2014/15 років отримав можливість повернутися до туніської Ліги I.

## Досягнення
- ТПЛ 2
  -  Чемпіон (3): 1984/85, 2005/06, 2019/20

- Кубок туніської ліги
  -  Фіналіст (2): 2003, 2004

- Кубок Тунісу
  -  Володар (3): 1993, 2010, 2023
  -  Фіналіст (2): 1995, 1998

- Суперкубок Тунісу
  -  Володар (1): 1995

## Виступи на континентальних турнірах
- Кубок конфедерації КАФ: 1 виступ

2011 – Перший раунд
- Кубок володарів кубків КАФ: 2 виступи

1994 – 1/4 фіналу
1996 – Другий раунд

## Найкращі бомбардири клубу
- Набіл Бешауйш
- Зієд Юзбаши
- Геді Мокрані
- Набіл Міссауї
- Мохамед Селліті

## Відомі президенти
| - Махмуд Мнакбі (1929–45) - Мохамед Кауал (1945–53) - Отман Шауши (1953–56) - Слахеддін бен Мбарек (1984–85) - Абдесатар бен Шибуб (1985–87) - Таїб Гарбі (1987–89) - Хассен Зуагі (1989–92) | - Таїб Гарбі (1992–94) - Фаузі бен Мбарек (1994–96) - Хассен Зуагі (1996–98) - Абдесатар бен Шибуб (1998–00) - Таїб Гарбі (2000–01) - Мохамед Брахмі (2001–04) - Мунір бен Шахрія (2004–05) | - Абдельтіф Елькебі (2005–06) - Ріда Уні (2006–08) - Лотфі Кефі (2008–09) - Мохтар Нефзі (2009–11) - Алі Парнассе (2011–12) - Джалел Гарбі (2012–14) - Мохамед Брахімі (2014– ) |

## Відомі гравці
| Воротарі - Гайкель Гуезмір - Адель Нефзі - Мохтар Нефзі - Карім Ламурі - Самі Нефзі | Захисники - Абдельмонім Дербалі - Халіфа Букрайн - Гафід Гуйтуні - Каїс Зуагі - Нізар Незі - Рамзі Туджані - Радун Буазьєн - Мусса Діоп - Рамзі бен Юнес - Аніс Баша Матар | Півзахисники - Набіл Кукі - Махер Сдірі - Набіл Ганмі - Набіл Бешауйш - Геді Мокрані - Мурад Мелкі - Шейх Таль - Афуен Гарбі - Ісса Саного - Мохамед Будабус - Мехді Гарб | Нападники - Зієд Юзбаши - Мохаммед Селліті - Набіл Міссауї - Сейко Тімоті - Шадлі Малкі - Бешир Меджрі - Олів'є Тіа - Рамзі Фаталі - Фарід Газі - Нізар Гарбудж |

## Відомі тренери
| - Мустафа Діб (1956–60) - Дюкуссу (1960–62) - Нуреддін бен Махмуд (1962–65) - Джузеппе Моро (1965–67) - Тодор (1967–68) - Скандер Мадельджи (1968–69) - Нуреддін бен Махмуд (1969–70) - Франк Лоскі (1970–71) - Алі Рашид (1971–72) - Тауфік бен Отман (1973–74) - Абдерразак Нуаїліл (1974–76) - Слободан (1976–78) - Ахмед Мгірбі (1978–79) - Джамель Еддін Буабса (1979–80) - Мустафа Джуілі (1980–81) - Ларбі Зуаї (1981–82) - Апостал (1982–83) - Бельхассен Меріах (1983–84) - Мрад Хамза (1984–85) - Алі Сельмі (1985–86) - Лотфі Бензарті (1986–88) - Беляков (1988–89) | - Беляков (1989–90) - Хабіб Меджрі (1990–91) - Амор Дхіб (1991–92) - Платек (1992–93) - Ріад Шарфі (1993–94) - Александру Молдован (1994–95) - Мохтар Тлілі (1995–96) - Алі Фергані (1996–98) - Абдельгані Джадауї (1998–99) - Алі Фергані (1999–00) - Феті Тукабрі (2000–01) - Алі Сельмі (2001–02) - Ріда Акаша (2002–03) - Камель Муасса (2003–04) - Александру Молдован (2004–05) - Феті Тукарбі (2005–06) - Ріда Акаша (2006–07) - Мохамед Кукі (2007–08) - Махмуд Уертані (2008–09) - Халед бен Сассі (2009) - Рашид Бельхут (3 жовтня 2009 – 19 грудня 2010) | - Соф'єн Гідуссі (22 грудня 2010 – 28 квітня 2011) - Геді Мокрайні (28 квітня 2011 – 14 листопада 2011) - Саїд Аммуш (19 вересня 2011 – 1 листопада 2011) - Амор Діб (14 листопада 2011 – 12 березня 2012) - Феті Лаабіді (12 березня 2012 – 8 травня 2012) - Фавзі Уергі (в.о.) (9 травня 2012 – 12 травня 2012) - Камель Зуагі (13 травня 2012 – 6 серпня 2012) - Мохтар Арфауї (8 серпня 2012 – 9 грудня 2012) - Камель Зуагі (грудень 2012–1?) - Мохтар Арфауї (8 березня 2013 – 30 червня 2013) - Махер Сдірі (14 липня 2013 – 3 листопада 2013) - Хмаїд Абаші (в.о.) (5 листопада 2013 – 12 листопада 2013) - Мохамед Кукі (13 листопада 2013 – 20 червня 2014) - Геді Мокрані (2014nbsp;– 2016) - Лотфі Себті (2016) - Хоакін Лопес Мартінес (2016nbsp;– ) |